# Копань Онисим Леонтійович
Онисим Леонтійович Копань (1887, Російська імперія — 1975, тепер Російська Федерація) — радянський діяч, червоний партизан. Член ВЦВК. Член Центральної контрольної комісії ВКП(б) у 1927—1930 роках

## Життєпис
До 1917 року служив на російському імператорському флоті, учасник Першої світової війни.
Член РСДРП(б) з 1917 року. 
Активний учасник Жовтневого перевороту 1917 року та громадянської війни в Росії. Був партизаном та керівником радянського партизанського загону на Алтаї (в Сибіру).
У 1920-х роках — волосний комісар, один із організаторів товариства зі спільної обробки землі в селі Вострово Сибірського краю.
На 1929 рік — член Славгородського окружного комітету ВКП(б) Західно-Сибірського краю.
3 1930-х років — голова  правління колгоспу, у кредитному товаристві, голова сільпо, об'їзник лісового господарства.
3 1950-х років — персональний пенсіонер у місті Воронежі.
Помер 1975 року.

## Нагороди
- орден Леніна (1967)
- орден Червоного Прапора (23.02.1928)